# Hermann Zorn
Hermann Albert Friedrich  Zorn (* 24. Januar 1896 in Hamburg; † 6. Oktober 1983 in Mannheim) war ein deutscher Chemiker.

## Biografie
Nach seinem Dienst als Soldat im Ersten Weltkrieg legte er das Abitur in Hamburg ab und nahm ein Chemiestudium an der TH Dresden auf. 1923 erfolgte die Promotion an der TH Dresden zum Dr. Ing. unter König. Kurz darauf heiratete er Hertha Köhncke, 1924 folgte die Geburt des Sohnes Walther. 1926 trat er als Forscher in die I.G. Farben am Werk Ludwigshafen-Oppau (später BASF) ein. 1928 folgte die Geburt des Sohnes Martin. 1938 begann Zorn mit der Forschungstätigkeit am I.G. Farben Werk Leuna. 1945 erfolgte die Umsiedlung nach Rosenthal/Bezirk Frankenberg (Eder) und anschließend eine kurze Internierung in England.
1947 begann er bei einem Schweizer Chemieunternehmen und war dort mit der Entwicklung der Kunstfaser Grilon beschäftigt. 1955 erhielt er einen Ruf als Professor für Chemische Technologie organischer Stoffe an die Technische Hochschule Wien, wo er später Ordinarius war. 1956 heiratete er Wilma Loeb. 1968 ging er in den Ruhestand. 1969 wurde ihm vom Bundespräsidenten das Silberne Verdienstkreuz der Republik Österreich verliehen.

## Tätigkeiten
Während seiner Tätigkeiten bei der I.G.Farben in Oppau und Leuna entwickelte er bedeutende patentierte Verfahren zur Synthetisierung von Schmierölen, auf denen nach dem Zweiten Weltkrieg weitere internationale Entwicklungen aufbauten. Dieser Prozess wurde in Deutschland während des Zweiten Weltkriegs intensiv genutzt, weil der Zugang zu Rohöl beschränkt war und die Entwicklung synthetischer Schmieröle mit unterschiedlichen Viskositätseigenschaften die Nutzung von Maschinen auch in kalten Regionen ermöglicht.
In dem Schweizer Unternehmen mit dem heutigen Namen Ems-Chemie entwickelte Zorn maßgeblich die Idee der Produktion der neuen Kunstfaser Grilon, die dem damals aufkommenden Nylon ähnlich war. Jedoch war der Schweiz aus politischen Gründen der Import dieser Faser verboten.
Die von ihm in den 1950er Jahren mitgegründete Firma Technochemie GmbH Verfahrenstechnik wurde später an andere Konzerne verkauft (Boots, Shell) und gehört heute zur Degussa AG.

## Patente (Auswahl)
- Zorn, Hermann; Petrovicki, Herbert.   Ester oils suitable as heavy duty lubricants.    Ger.  (1975),     2 pp.    DE  1593576  19750528
- Zorn, Hermann; Petrovicki, Herbert; Kirsch, Kurt.   Ester oils suitable as heavy duty lubricants.    Ger.  (1973),     2 pp. DE  1593575  19731011
- Zorn, Hermann.   Catalytic hydrogenation of polyisobutylenes.    Ger. Offen.  (1971),     4 pp.  DE  1945361  19710318
- Mark, Hermann; Petrovicki, Herbert; Zorn, Hermann.   Highly polymeric thermoplastic material of metallic properties.    Ger. Offen.  (1970),     17 pp.  DE  1912427  19701001
- Zorn, Hermann.   m-Xylene.    Neth. Appl.  (1969),     5 pp. Addn. to Neth. Appl. 65 15126.  NL  6809824  19690114
- Petrovicki, Herbert; Schaffernak, Friedrich; Zorn, Hermann.   Diesel fuel additives.    (1966),     1 p.  DE  1211022  19660217
- Zorn, Hermann; Kirsch, Kurt.   Synthetic lubricants.    Ger.  (1966),     2 pp.   DE  1225163  19660922
- Zorn, Hermann; Frank, Gerhard.   Ester for use as a heavy-duty lubricant.    (1965),     2 pp.  DE  1186042  19650128
- Rossig, Lisa; Zorn, Hermann.   Heavy-duty lubricants.    (1954),     DE  919312  19541018

Frühe Arbeiten:
- Mittasch, Alwin; Zorn, Hermann.   Catalysts suitable for hydrocarbon conversion, etc.    (1933),     US  1895764  19330131
- Zorn, Hermann; Muller-Cunradi, Martin; Rosinsky, Walter.   Lubricating oils.    (1930),     DE  565249  19300326
- Galle, Ernst; Zorn, Hermann.   Converting high-boiling hydrocarbons into low-boiling ones.    (1928),     DE  526626  19280205
- v. Pongratz, Emmerich; Zorn, Hermann.   Oil from residues.    (1928),     DE  525669  19280424